# Aleksandr Averboech
Aleksandr Balerevitsj Averboech (Hebreeuws: אלכסנדר אברבוך, Russisch: Александр Валерьевич Авербух) (Irkoetsk, 1 oktober 1974) is een Israëlische atleet van Russische komaf, die is gespecialiseerd in het polsstokhoogspringen. Hij werd op dit onderdeel driemaal Europees kampioen (eenmaal indoor en tweemaal outdoor), meervoudig nationaal kampioen en won tweemaal een medaille op een WK (zilver en brons). Sinds 2003 staat het Israëlisch record polsstokhoogspringen op zijn naam.

## Biografie
Aan het begin van zijn sportcarrière was Averboech als meerkamper actief. Ook zijn  vader was tienkamper, met een PR van 8084 punten in 1997. Aleksandr Averboech behaalde in 1998 een zesde plaats bij de Europese indoorkampioenschappen in Valencia op de zevenkamp. Hierna emigreerde hij naar Israël, waar hij op 3 augustus 1999 de Israëlische nationaliteit aannam. Sindsdien specialiseert hij zich ook in het polsstokhoogspringen.
Zijn internationale doorbraak maakte Aleksandr Averboech in 1999. Hij won dat jaar bij het polsstokhoogspringen een bronzen medaille op de wereldkampioenschappen in het Spaanse Sevilla met 5,80 m. Dit was de eerste medaille die Israël op een WK atletiek behaalde. In 2001 wist hij dit te verbeteren tot een zilveren medaille op de WK in Edmonton, achter de voor Australië uitkomende Dmitri Markov.
In 2002 boekte Averboech zijn eerste outdoor-overwinning op een groot internationaal toernooi door tijdens de Europese kampioenschappen in München het polsstokhoogspringen op zijn naam te brengen. Met een beste poging van 5,85 versloeg hij de Duitsers Lars Börgeling (zilver; 5,80) en Tim Lobinger (brons; 5,80). Vier jaar later prolongeerde hij deze titel op de EK van 2006 in Göteborg met beste sprong van 5,70.
Op de Olympische Spelen van 2000 in Sydney werd hij achtste en vier jaar later op de Spelen van Athene tiende. Op de Olympische Spelen van 2008 in Peking was zijn 5,45 niet voldoende om zich te plaatsen voor de finale.

## Titels
- Europees kampioen polsstokhoogspringen - 2002, 2006
- Europees indoorkampioen polsstokhoogspringen - 2000
- Universitair kampioen polsstokhoogspringen - 2001
- Russisch kampioen polsstokhoogspringen - 1997
- Israëlisch kampioen polsstokhoogspringen - 2000, 2002, 2004, 2005

## Persoonlijke records
Outdoor
| Onderdeel            | Prestatie          | Datum        | Plaats         |
| -------------------- | ------------------ | ------------ | -------------- |
| 100 m                | 10,64 s            | 23 juli 2000 | Tel Aviv       |
| polsstokhoogspringen | 5,70 m (nat. rec.) | 28 juli 2007 | Heusden-Zolder |
| verspringen          | 7,50 m             | 1997         |                |
| tienkamp             | 8084 p             | 21 mei 1997  | Krasnodar      |

Indoor
| Onderdeel            | Prestatie | Datum            | Plaats    |
| -------------------- | --------- | ---------------- | --------- |
| polsstokhoogspringen | 5,86 m    | 15 februari 2001 | Stockholm |
| zevenkamp            | 6144 p    | 1 maart 1998     | Valencia  |

## Palmares

### polsstokhoogspringen
Kampioenschappen
- 1995:  Militaire Wereldspelen - 5,50 m
- 1999:  WK - 5,80 m
- 2000:  EK indoor - 5,75 m
- 2000:  Europacup C in Banská Bystrica - 5,60 m
- 2000: 10e OS - 5,50 m
- 2001: 4e WK indoor - 5,70 m
- 2001:  Goodwill Games - 5,80 m
- 2001:  WK - 5,85 m
- 2001:  Universiade - 5,80 m
- 2001:  Europacup C in Nicosia - 5,70 m
- 2002:  EK - 5,85 m
- 2002:  Grand Prix Finale - 5,75 m
- 2004: 8e OS - 5,65 m
- 2004: 4e Wereldatletiekfinale - 5,60 m
- 2006: 4e WK indoor - 5,50 m
- 2006:  Europacup C in Banská Bystrica - 5,40 m
- 2006:  EK - 5,70 m
- 2006: 5e Wereldbeker - 5,50 m
- 2007: 7e WK - 5,81 m

Golden League-podiumplaatsen
- 2000:  Golden Gala - 5,70 m
- 2000:  Bislett Games - 5,70 m
- 2000:  Memorial Van Damme - 5,80 m
- 2002:  Meeting Gaz de France - 5,55 m
- 2002:  Memorial Van Damme - 5,80 m
- 2002:  ISTAF – 5,80 m
- 2004:  Golden Gala - 5,67 m
- 2004:  Meeting Gaz de France - 5,75 m

### zevenkamp
- 1998: 6e EK indoor - 6144 p